# Anna Manikowska-Wawrzyniak
Anna Manikowska-Wawrzyniak (ur. 24 sierpnia 1986 w Złotowie) – polska siatkarka występująca na pozycji rozgrywającej. Karierę sportową rozpoczęła w klubie MLKS Sparta Złotów. Od sezonu 2014/2015 zawodniczka reprezentuje barwy klubu Wisła Warszawa.     W 2009 zakończyła karierę siatkarską. Dwa lata później powróciła do sportu i została zawodniczką AKS OSW Olsztyn. W sezonie 2015/2016 zawodniczka będzie występowała pod nazwiskiem Manikowska-Wawrzyniak (6 czerwca 2015 wyszła za mąż, za Tomasza Wawrzyniaka – polskiego polarnika, uczestnika ekspedycji polarnych z Uniwersytetu im. Adama Mickiewicza i Instytutu Geofizyki Polskiej Akademii Nauk).

## Kluby
- MLKS Sparta Złotów (2002–2004)
- AZS Białystok (2004–2005)
- PTPS Farmutil Piła (2005–2008)
- AZS Białystok (2008–2009)
- AKS OSW Olsztyn (2011–2013)
- KS Murowana Goślina (2013–2014)
- Wisła Warszawa (2014–2016)

## Osiągnięcia

### Klubowe
- Superpuchar Polski 2008
- Puchar Polski 2008
- Liga Mistrzyń 1/8 finału: 2008, 2009
- Srebrny medal Mistrzostw Polski 2008
- Srebrny medal Mistrzostw Polski 2007
- Srebrny medal Mistrzostw Polski 2006
- Brązowy medal I ligi 2016

### Nagroda indywidualna
- Najlepsza rozgrywająca Mistrzostw Świata Kadetek, Polska 2004